# Saint-Féliu-d'Avall
Saint-Féliu-d'Avall är en kommun i departementet Pyrénées-Orientales i regionen Occitanien i södra Frankrike. Kommunen ligger i kantonen Millas som tillhör arrondissementet Perpignan. År 2022 hade Saint-Féliu-d'Avall 2 934 invånare.

## Befolkningsutveckling
Antalet invånare i kommunen Saint-Féliu-d'Avall
| Referens: INSEE |